# Roland Symonette
Sir Roland Theodore Symonette (* 16. Dezember 1898 auf Eleuthera; † 13. März 1980 in Nassau) war Premierminister der Bahamas.
Roland Symonette wurde 1898 als eins von mehreren Kindern des methodistischen Pastors Edwin Symonette und dessen Frau Lavania geboren. Obwohl Symonette nur sechs Jahre in die Schule ging, wurde er einer der reichsten Menschen der Inselgruppe seiner Zeit. Er war am Anfang seiner beruflichen Laufbahn Lehrer, schmuggelte aber während der Prohibitionszeit Alkohol in die Vereinigten Staaten. Die Gewinne investierte er in Immobilien, Alkoholverkaufsstellen und schließlich eine Schiffswerft.
1925 stellte er sich erfolgreich als Abgeordneter für das Parlament zur Wahl. Symonette blieb (ohne Unterbrechung) bis 1977 im Parlament. Von 1955 bis 1964 war er das Staatsoberhaupt der Bahamas. Als die Bahamas 1964 von Großbritannien ihre innere Selbständigkeit erhielten, wurde er ihr erster Premierminister. 1959 wurde er von Königin Elisabeth II. zum Knight Bachelor („Sir“) geschlagen. 
Symonette war insgesamt dreimal verheiratet und hatte sechs Kinder. Er ist auf der 50-Dollar-Note der Bahamas abgebildet.

## Referenzen
- Kurzbiographie

| Personendaten    | Personendaten                                   |
| ---------------- | ----------------------------------------------- |
| NAME             | Symonette, Roland                               |
| ALTERNATIVNAMEN  | Symonette, Roland Theodore (vollständiger Name) |
| KURZBESCHREIBUNG | bahamaischer Politiker, Premierminister         |
| GEBURTSDATUM     | 16. Dezember 1898                               |
| GEBURTSORT       | Eleuthera                                       |
| STERBEDATUM      | 13. März 1980                                   |
| STERBEORT        | Nassau                                          |